# Querida Amazonia
Querida Amazonia é uma exortação apostólica pós-sinodal de 2020 do Papa Francisco, escrita em resposta ao Sínodo dos Bispos da região da Pan-Amazônia, realizada em Roma em outubro de 2019. Focalizando a região amazônica da América do Sul, é dirigido "ao povo de Deus e a todas as pessoas de boa vontade". O documento é datado de 2 de fevereiro de 2020, festa litúrgica da Candelária, e foi divulgado pela Assessoria de Imprensa da Santa Sé em uma conferência de imprensa em 12 de fevereiro. Originalmente escrita em espanhol, a exortação também foi publicada em inglês, italiano, francês, alemão, português, polonês e árabe. As dezesseis mil palavras da tradução em inglês estão organizadas em 111 parágrafos em quatro capítulos, cada um dos quais dedicado a um "grande sonho": social, cultural, ecológico e eclesial.
Antes de seu lançamento oficial, surgiram especulações de que Querida Amazonia permitiria a ordenação de homens casados que já são diáconos permanentes (viri probati, latim para "homens de fé confirmada") para o sacerdócio, para tratar da escassez de padres na Amazônia. Essa proposta havia sido solicitada pelo documento final do Sínodo e aprovada pela maioria dos bispos presentes, apesar da prática de longa data da Igreja Católica de celibato clerical na Igreja Latina. A exortação não endossa explicitamente os padres casados, afirmando que "deve ser encontrado" um caminho para os padres levarem a eucaristia a áreas remotas, ao mesmo tempo em que pedem que as mulheres recebam papéis maiores na Igreja, mas não dentro das ordens sagradas do diaconado ou o sacerdócio. Além disso, Francisco não menciona um rito amazônico da Missa, apesar de também ser objeto de debate no sínodo mas afirma que devem ser feitos esforços de inculturação para "respeitar as formas nativas de expressão na música, dança, rituais, gestos e símbolos".

## Contexto
Em 15 de outubro de 2017, o Papa Francisco anunciou que seria realizada em 2019 uma assembleia especial do Sínodo dos Bispos para "identificar novos caminhos para a evangelização dessa porção do Povo de Deus", especificamente os povos indígenas, à luz da "crise" do desmatamento da floresta amazônica. O documento de trabalho do sínodo (instrumentum laboris), intitulado "Amazônia: novos caminhos para a Igreja e para uma ecologia integral", foi publicado em 17 de junho de 2019. As questões principais do instrumentum laboris foram a ordenação de homens casados, o papel das mulheres na Igreja e as preocupações ambientais. O documento provocou reações polarizadas entre os católicos, com o cardeal peruano Pedro Barreto dizendo que "expressa amplamente os sentimentos e desejos de muitos representantes do povo amazônico" enquanto o cardeal alemão Walter Brandmüller o condenou como "herético" e pediu para ser rejeitado.
Mais de duzentos participantes, incluindo 185 bispos votantes, se reuniram em Roma de 6 a 27 de outubro para o Sínodo. Em 26 de outubro, dia de conclusão da assembleia, o documento final do sínodo foi divulgado, incluindo um artigo no qual os bispos propunham que os diáconos permanentes casados fossem considerados para ordenação como sacerdotes, após uma "formação adequada", que foi aprovada por um voto de 128–41, satisfazendo a maioria de dois terços necessária para sua aprovação. As conclusões do documento sinodal foram então apresentadas ao Papa para emitir uma exortação apostólica sobre os assuntos discutidos.